# Bifrenaria tetragona
Bifrenaria tetragona é uma espécie de orquídea epífita, ocasionalmente rupícola, de crescimento cespitoso que só existe do Espírito Santo ao Rio Grande do Sul e em Minas Gerais, no Brasil, onde habita florestas úmidas ou secas mas bem iluminadas. Com a Bifrenaria wittigii, compõe um grupo de Bifrenaria grandes que, por apresentarem o labelo carnoso formando uma espécie de bolsa, muito diferentes de todas as outras, ocasionalmente são classificadas no gênero Cydoniorchis. Apesar de muito similar à B. wittigii, esta última apresenta pelos no lobo central do labelo, dando a ele uma aparência aveludada, O labelo da B. tetragona é liso. Esta espécie emana um cheiro muito forte ao qual não se pode chamar perfume.